# 爱丽舍宫
愛麗舍宮（法語：Palais de l'Élysée，亦譯艾麗榭宮）是法国总统的官邸與辦公室所在地，它於1722年完工，亦是安道爾大公的宮殿之一。該建築最初是為貴族和陸軍軍官路易斯·亨利埃夫勒伯爵所建造的，他於1719年被任命為法蘭西島總督。該建築位於巴黎八区聖奧諾雷市郊路55號，鄰近香榭丽舍大街。其名稱來自希腊神话中的至福樂土。
在完工後，這座宮殿曾是龐巴度夫人、尼古拉斯·博容、巴蒂爾德·多萊昂、若阿尚·缪拉以及貝里公爵夏爾-斐迪南等名人的居所。1848年12月12日，在法蘭西第二共和國統治下，法國議會通過了一項法律宣布該建築作為法國總統官邸及總統辦公室。目前愛麗舍宮也是部長會議的會議場所，法國政府每週召開一次會議，由共和國總統主持。並供接待重要外賓，除特定日（如欧洲文化遗产日）外，並不對外開放民眾參觀。

## 歷史

### 埃夫勒酒店的建立

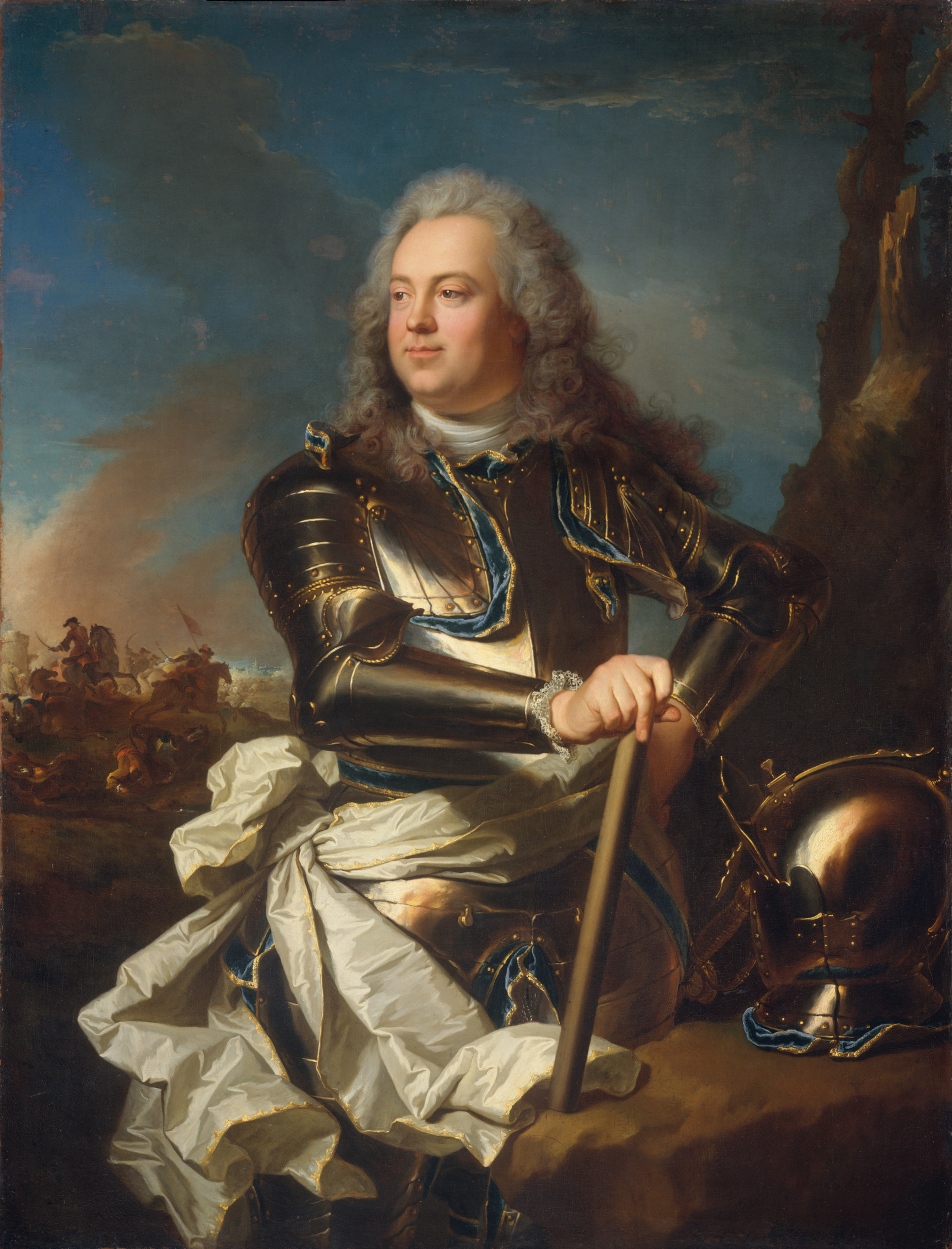
《路易斯·亨利埃夫勒伯爵肖像畫》、亚森特·里戈於1720年所繪。

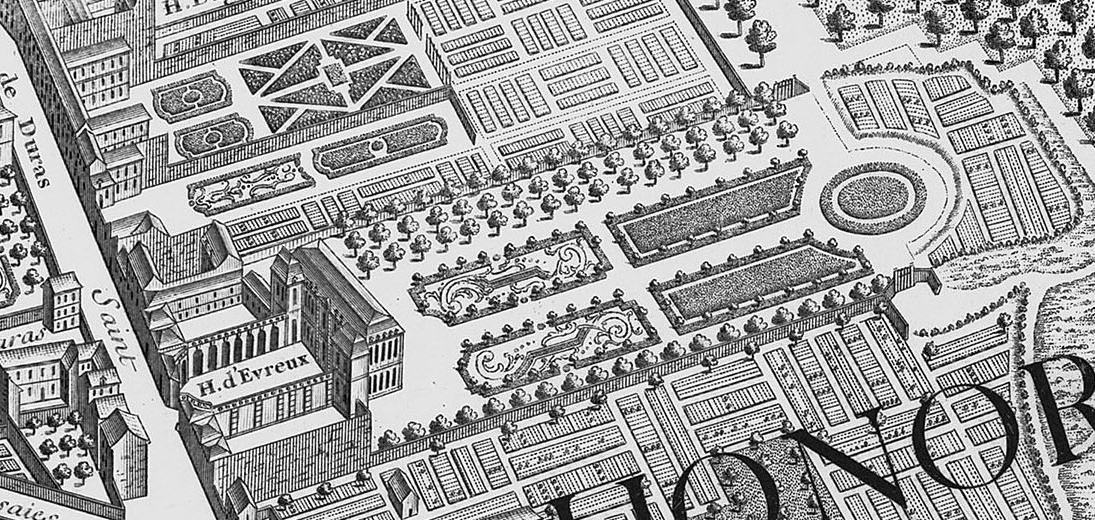
1737年的埃夫勒酒店與其花園的平面圖

18世紀，建築師阿爾芒·克勞德·莫萊在通往巴黎西部柔樂村的道路（現為聖奧諾雷市郊路）上擁有一處房產，莫萊於1718年將其賣給了路易斯·亨利埃夫勒伯爵，並同意將為伯爵設計一座法式府邸。並在前面設有內庭，後側設立花園。最終埃夫勒酒店（Hôtel d'Évreux）於 1722年完工。儘管此後經歷了許多修改，但它仍然是法國新古典主義風格的典範建築。
當埃夫勒伯爵於1753年去世時，他旗下擁有許多當時巴黎最受推崇的住宅，隨後國王路易十五則買下埃夫勒酒店，並將其作為其王室情婦龐巴度夫人及其他情婦的住所。反對國王的群眾曾通過在大門上懸掛標語「國王的妓女之家」，來表達他們對於時任政權的厭惡。
1773年，宮廷銀行家和法國最富有的金融家之一尼古拉斯·博容買下了埃夫勒酒店，為了將建築物作為存放知名畫家作品的「鄉間別墅」，博容聘請了建築師艾蒂安-路易·布雷對建築進行重大改造，並在後院並設計了一個英式花園。建築物完工後，則展出了小汉斯·霍尔拜因的《出訪英國宮廷的法國大使》（現藏於倫敦國家美術館）和弗兰斯·哈尔斯的《波西米亞人》 （現藏於盧浮宮）等著名傑作，定向公眾開放。布雷的建築改造和專屬博容的藝術畫廊。很快便令愛麗舍宮享有國際聲譽，成為「巴黎首屈一指的住宅之一」。

### 成為皇家宮殿

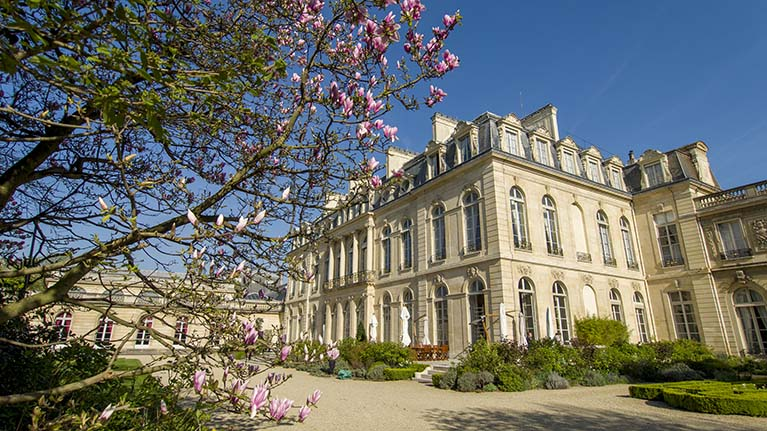
從花園看到的愛麗舍宮南立面

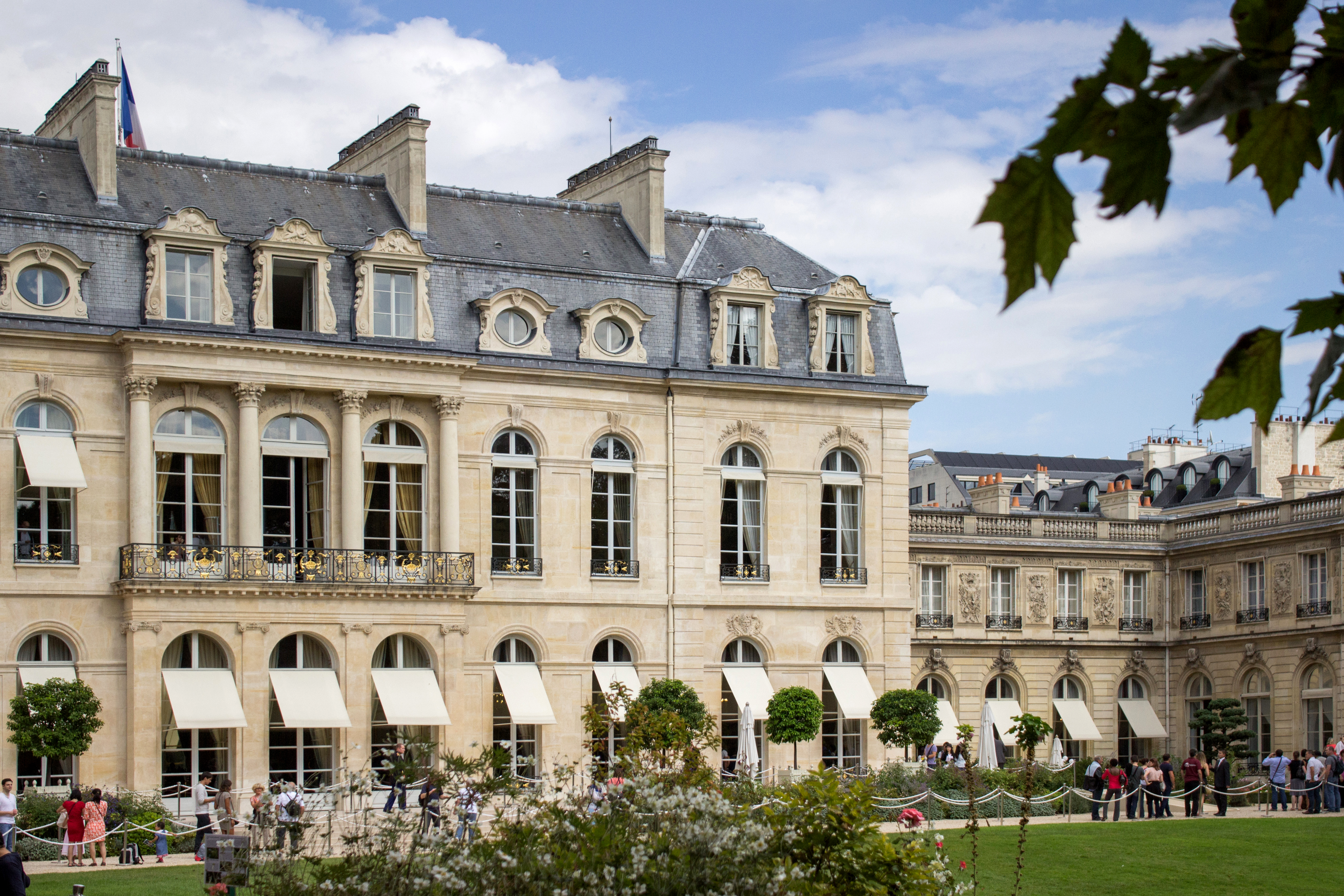
從花園看到的愛麗舍宮

1787年，波旁公爵夫人巴蒂爾德·多萊昂以1,300,000里弗的價格，從博容購買了宮殿和花園。 將其正式命名為「愛麗舍宮」。並在建築的花園裡建造了一組小屋，小屋的名稱則是根據尚蒂伊城堡的七座內飾豪華的鄉村茅草屋尚蒂伊莊園命名。然後隨著法國大革命的爆發，多萊昂逃離了法國，愛麗舍宮隨後被沒收並出租。花園則以尚蒂伊城堡的名義經常用於給人民飲食和舉辦宴會活動，室內空間則變成了賭場。
愛麗舍宮於1805年賣給了若阿尚·缪拉和卡罗琳·波拿巴，他們對此愛麗舍宮進行了重大翻修，使這座建築更加宏偉。這座房子後在1808年被轉移給卡羅琳的弟弟拿破仑一世與其妻约瑟芬·德·博阿尔内；該建築後則改名為愛麗舍-拿破崙宮（Élysée-Napoléon），並曾經接待過大批外國國家元首，然而在滑鐵盧戰役結束後，拿破崙返回愛麗舍宮並於1815年6月22日在簽署退位書。在三天後離開了愛麗舍宮。
俄羅斯哥薩克人在巴黎之戰時在愛麗舍宮紮營。隨後該物業歸還其前任所有者波旁公爵夫人，後者於1816年將其賣給了她的堂兄路易十八。1820年至1848年間，這座宮殿主要用於接待皇室貴賓。

### 總統官邸至今
1848年法國二月革命和路易-菲利普一世退位後，新成立的法蘭西第二共和國臨時政府接管了這座宮殿。最初該建築則用於舉辦音樂表演和講座，之後則被更名為國家愛麗舍宮，同時也指定為由拿破仑三世管理下的共和國總統官邸。此時的法國總統還擁有其他幾處官邸，包括位於巴黎西南45公里處的朗布依埃城堡，以及土倫附近的布雷甘松堡。
繼拿破崙三世發動政變結束第二共和國後，1853年，他委託建築師約瑟夫-歐仁·拉克魯瓦（Joseph-Eugène Lacroix）對愛麗舍宮進行翻新工程。與此同時，他搬到了附近的杜樂麗宮居住，自從拉克魯瓦於1867年完成翻新工程以來，愛麗舍宮的基本外觀一直保持不變。
1873年，在法蘭西第三共和國時期，愛麗舍宮再一次成為法國的總統官邸。帕特里斯·麦克马洪則於1879年1月22日頒布法令，正式確定愛麗舍宮作為共和國总统府使用。1899年，费利克斯·福尔因中風而突在愛麗舍宮的辦公室逝世，成為唯一一位死在宮殿中的政府成員。
在二戰時期的巴黎，愛麗舍宮於1940年6月關閉，在整個二戰期間一直處於空無一人的狀態。直到1946年，建築才由法蘭西共和國臨時政府總統樊尚·奥里奥尔的接手下重新辦公，從 1959年到1969年，愛麗舍宮則作為法蘭西第五共和國的第一任總統夏爾·戴高樂的辦公地點及私人住所使用。1963年1月22日，時任德國總理康拉德·阿登納與時任法國總統戴高樂在愛麗舍宮簽訂《愛麗舍條約》 ，法德關係在經歷了數個世紀的競爭和戰爭之後，則透過該合約奠定了新的基礎。
1970年代，時任總統喬治·蓬皮杜總統讓法國家具設計師和室內設計師皮埃爾·保林將宮殿中的一些原有房間重新設計成現代主義風格，其中只有馬槽保林大廳仍保持倖存的裝飾。
1981年至1995年間執政的社會黨總統弗朗索瓦·密特朗很少使用其私人公寓，而更喜歡他自己位於巴黎左岸的私密住宅居住。其繼任者雅克·希拉克和他的妻子伯納黛特·希拉克則於1995年至2007年期間居住。自2017年起，擔任法國總統的伊曼努爾·馬克龍開始居住在宮殿內。

## 建築設計

愛麗舍宮的平面地圖

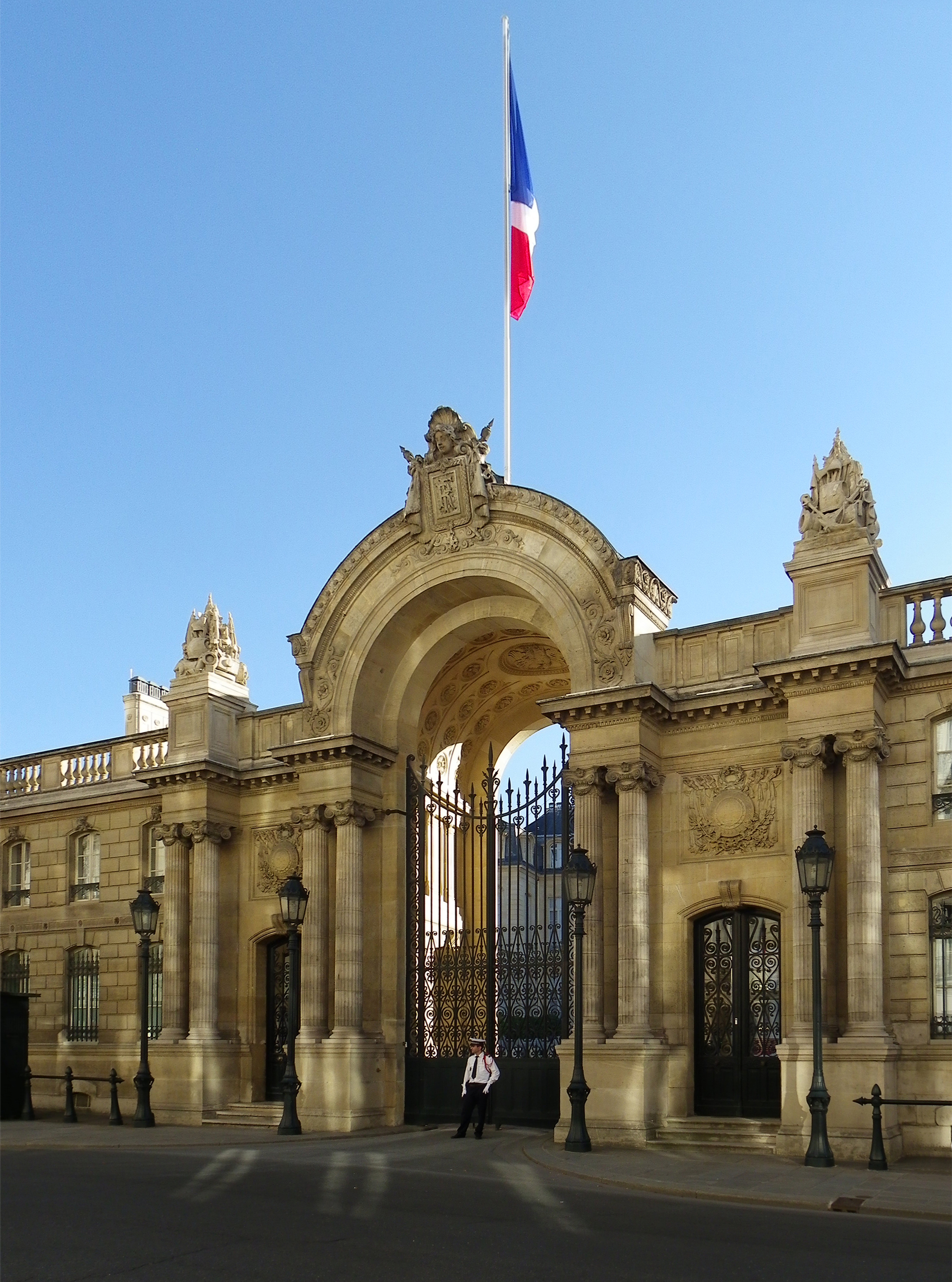
從聖奧諾雷市郊路看到的愛麗舍宮大門

作為法國總統官邸的關鍵地位，愛麗舍宮其周圍戒備森嚴，其建築物位於巴黎第八区聖奧諾雷市郊路55號與弗朗索瓦·普瓦松街的交匯處。其建築設有一個巨大的玄關，該設施共有有四個爱奥尼柱式的柱子，兩側則為牆壁，頂部設有欄杆以通向一個空間較寬的圓形庭院。宏偉的儀式庭院也賦予建築一定程度的宏偉。
其主宅以法式新古典主義風格建造。入口前廳與儀式庭院和花園對齊。該建築以一個中央三層樓和兩個單層翼樓構成：包括右側的巴斯公寓（Appartement des Bains）和左側的私人公寓（Petit Appartement），其法式風格的花園則一條與中央建築對齊的中央小徑、並設有花壇、栗樹小巷，周圍環繞著樹籬的道路作為裝飾。

### 一樓
愛麗舍宮的榮譽廳（Vestibule d'Honneur）是通往宮殿正門的主要房間。在這個房間裡，法國總統將會於此處會見來訪的官員、世界領導人和精神領袖。位於宮殿東翼的銀廳（Salon d'Argent）則是由若阿尚·繆拉的妻子兼拿破崙一世的妹妹卡罗琳·波拿巴所裝飾。這個房間之所以如此命名，是因為其房間牆壁特徵、壁爐架、桌子、沙發和扶手椅具有銀色為元素的特徵，並裝設天鵝雕塑為代表。這個房間曾發生了三件著名的歷史事件。包括1815年6月22日，拿破崙於此處正式簽署退位令；1851年12月2日，路易-拿破崙·波拿巴發動政變；以及1899年，費利克斯·福雷總統會見其情婦瑪格麗特·施泰因海爾的所在地點。
保林餐廳（Salle à Manger Paulin）以近代愛麗舍宮的室內設計師皮埃爾·保林的名字命名，與宮殿中的大多數其他房間形成鮮明對比。該房間被設計為乔治·蓬皮杜總統和他的妻子克勞德·蓬皮杜的私人餐廳，內部裝飾和家具可追溯到1970年代。牆壁則是由22塊聚酯板製成，椅子的單腿則固定在圓形的底座上，圓桌則是由玻璃製成。房間的裝飾則是由玻璃球和屋頂板所照亮。
肖像廳（Salon des Portraits）主要展示由皇帝拿破崙三世於當時所獲得最重要君主的肖像畫，取代了早期由若阿尚·繆拉安裝的波拿巴王朝王徽。房間所陳列的畫像包括下列人士：教皇庇護九世、奧匈帝國皇帝弗朗茨·约瑟夫一世、英國維多利亞女王、意大利國王维托里奥·埃马努埃莱二世、俄羅斯沙皇尼古拉一世、普魯士國王腓特烈·威廉四世、西班牙女王伊莎貝爾二世以及符騰堡國王的威廉一世。肖像室過去曾作為宮殿內的一間餐廳，後曾被總統尼古拉·萨科齐改裝將該房間用作他的第二間辦公室。

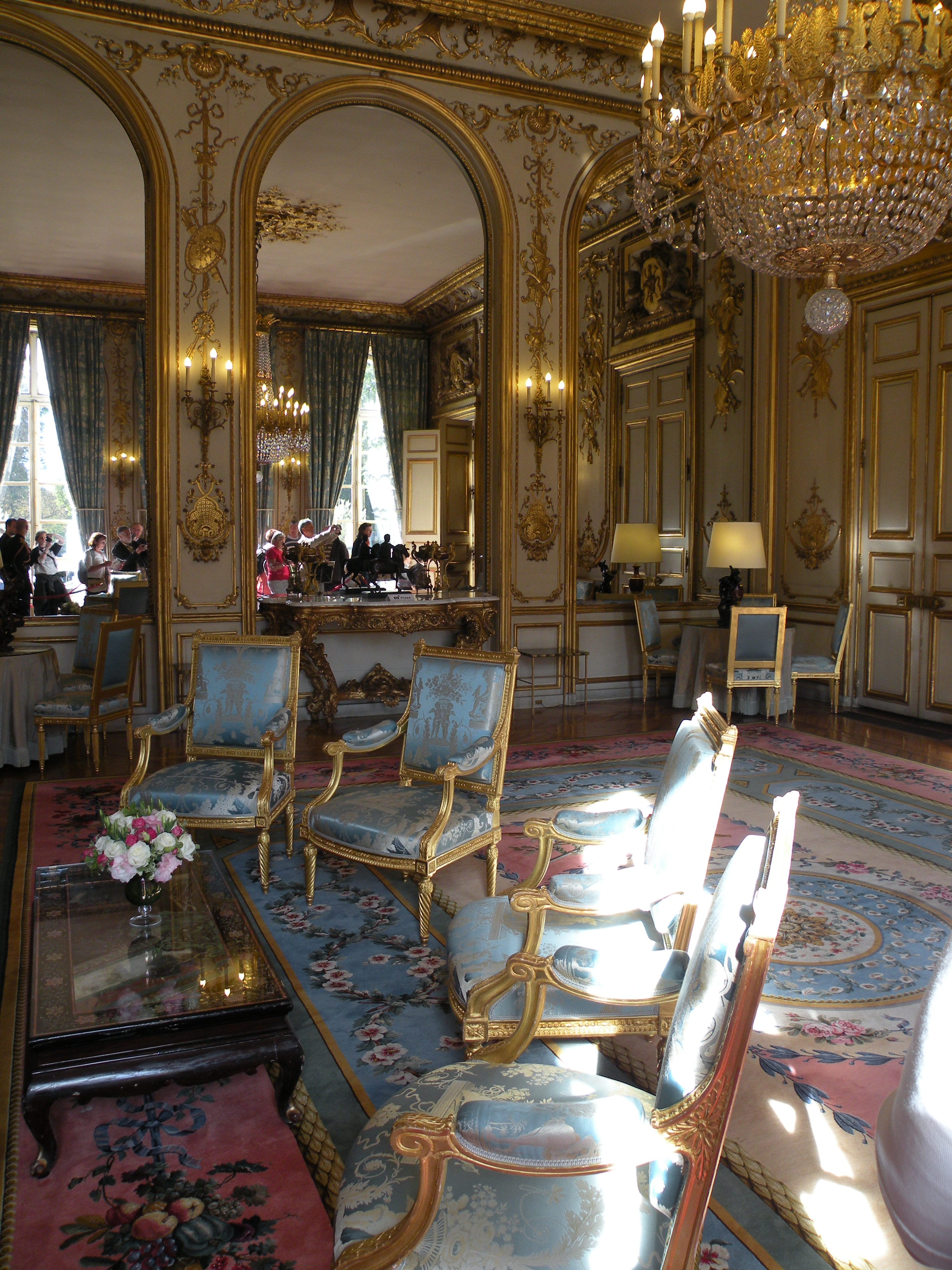
大使沙龍廳
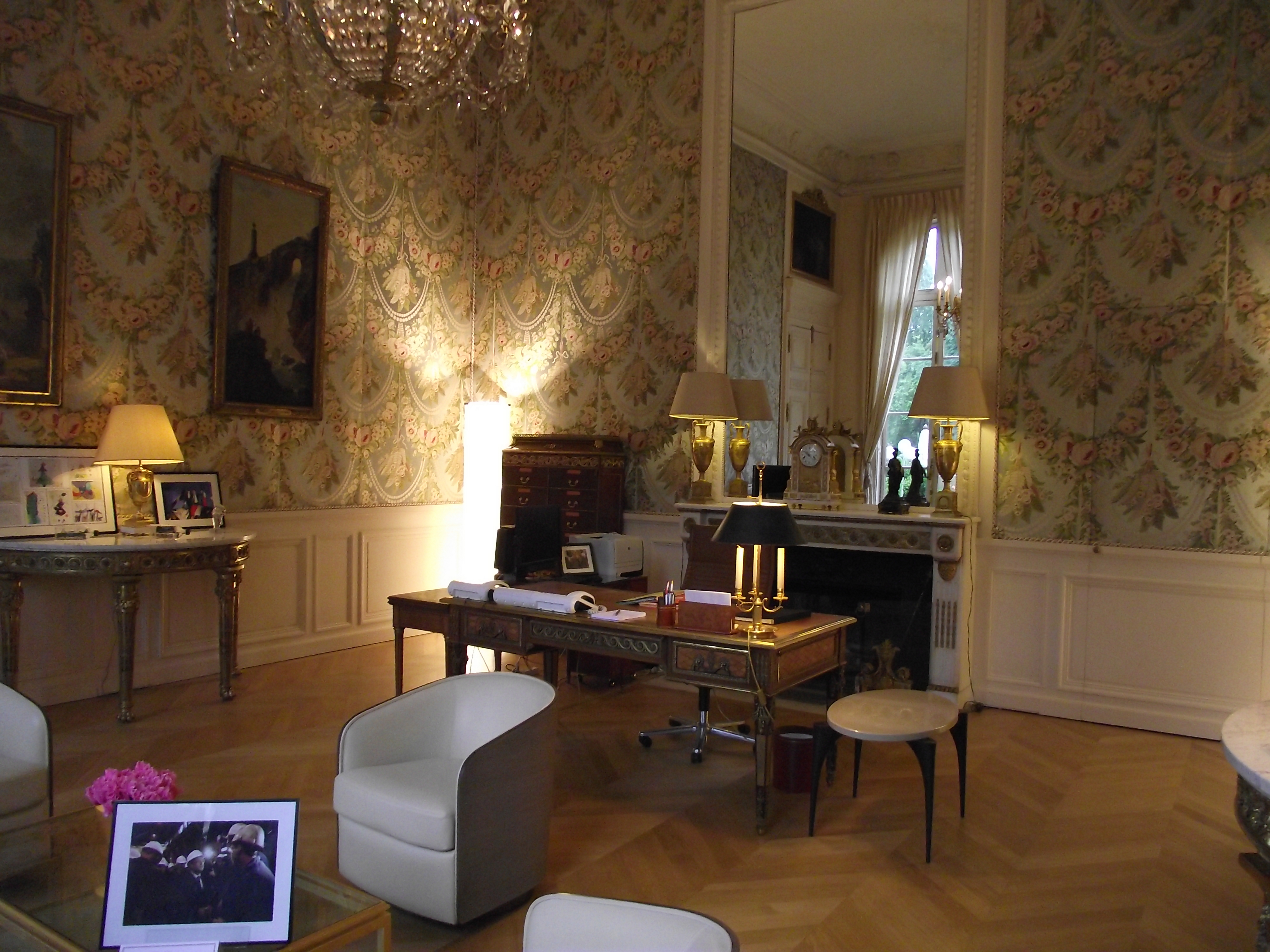
藍廳
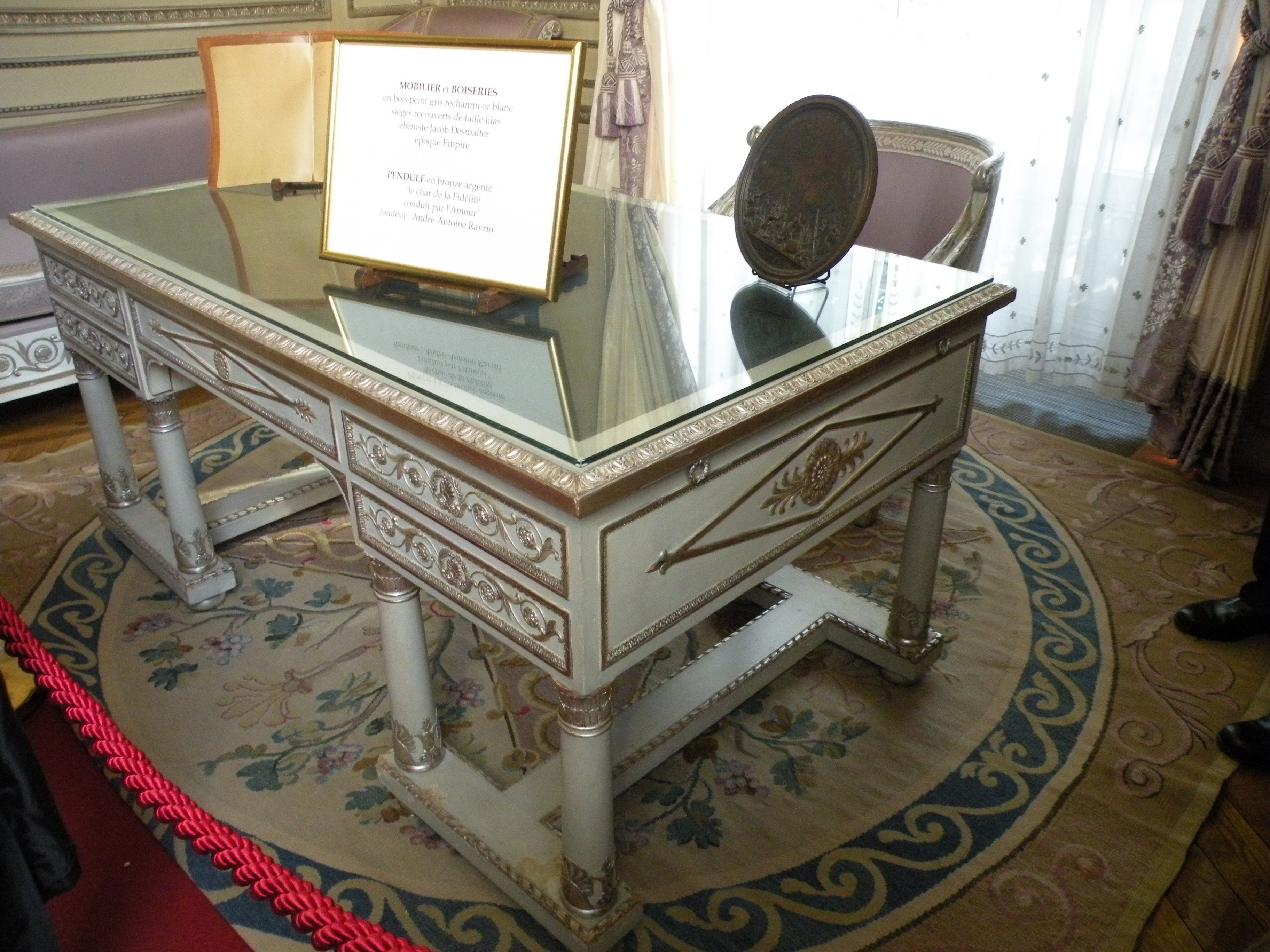
銀廳的辦公桌
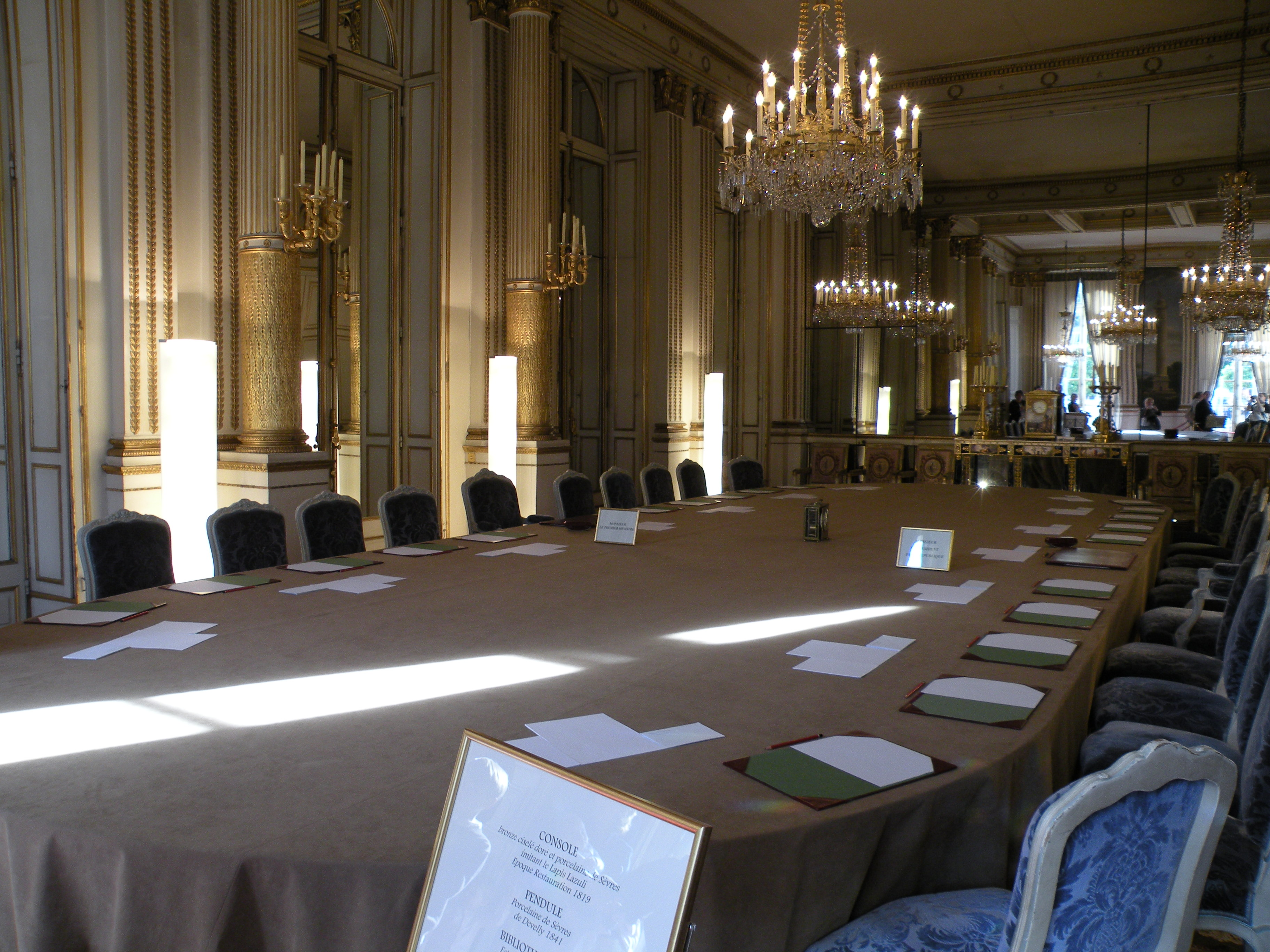
穆拉特沙龍廳
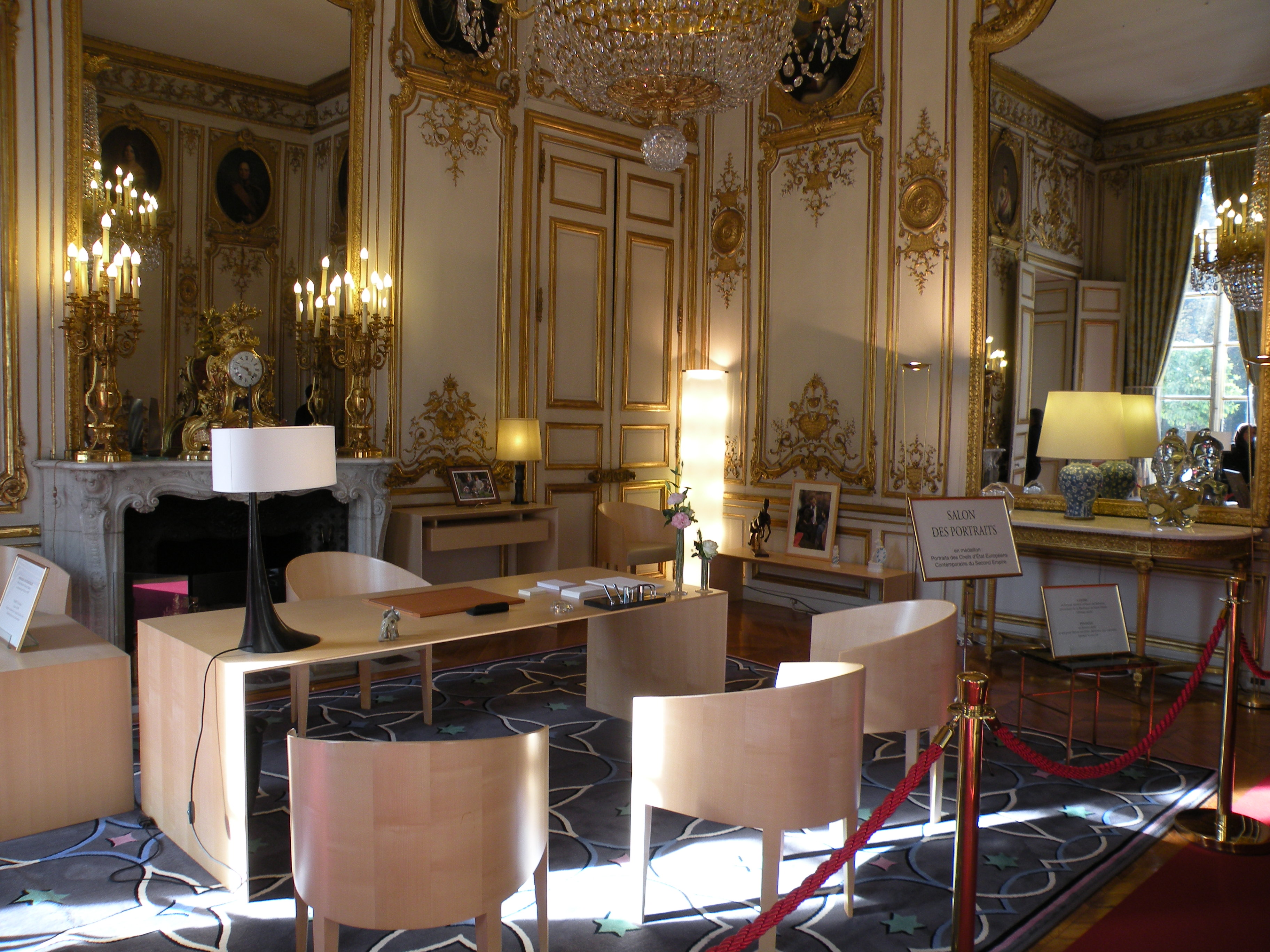
肖像廳

節日大廳（Salle des Fêtes）佔據了宮殿的西翼區域。其面積約為600平方公尺，該房間是由尤金·德布雷森（Eugène Debressenne）設計，並於1889年5月10日由當時的總統马里·弗朗索瓦·萨迪·卡诺揭幕，以配合當年的1889年世界博覽會。房間的天花板上有名為《共和國保障和平》（La République sauvegarde la Paix）的畫作，由畫家紀堯姆·杜比夫於1894年繪製。房間內還有六幅戈布林掛毯，主要以紅色和金色裝飾。1984年，弗朗索瓦·密特朗總統曾在房間裡增加了十扇窗戶，使室內擁有更多充足的光線。該房間現在主要作為所有法國總統就職典禮，以及他們舉辦官方會議和宴會的地方。
冬季花園（Jardins d'Hiver）建於1883年，最初作為種植植物的溫室使用。今天它不再用於此目的，而是作為節日大廳的延伸區域用於正式宴會。其牆上掛著戈布蘭掛毯，天花板上掛著三盞枝形吊燈。
穆拉特沙龍廳（Murat）在每週三，則作為總統、總理和法國政府其他成員，以及被稱為「愛麗舍宮秘書長」的總統秘書會面的地點。1963年，德國總理康拉德·阿登纳也是在這個房間裡簽署了《愛麗舍條約》。
豔后沙龍廳（Cléopâtre）的名稱得名於牆上由哥布林製造廠製作的艷后掛毯，該掛毯是在马里·弗朗索瓦·萨迪·卡诺擔任總統期間安裝的，描繪了马克·安东尼和埃及豔后在塔尔苏斯會面的情景。房間裡還有一幅帕爾馬公爵夫人瑪麗亞·艾瑪莉亞的肖像，由亞歷山大·羅斯林繪製。
此外，愛麗舍宮還包括下列房間：大使室（Salon des Ambassadeurs）：作為法國總統正式接見駐外大使的地方。藍廳（Salon Bleu）：用作法國第一夫人的辦公室。以及穆拉特樓梯（Escalier Murat）：宮殿的主要樓梯，連接地面和一樓。

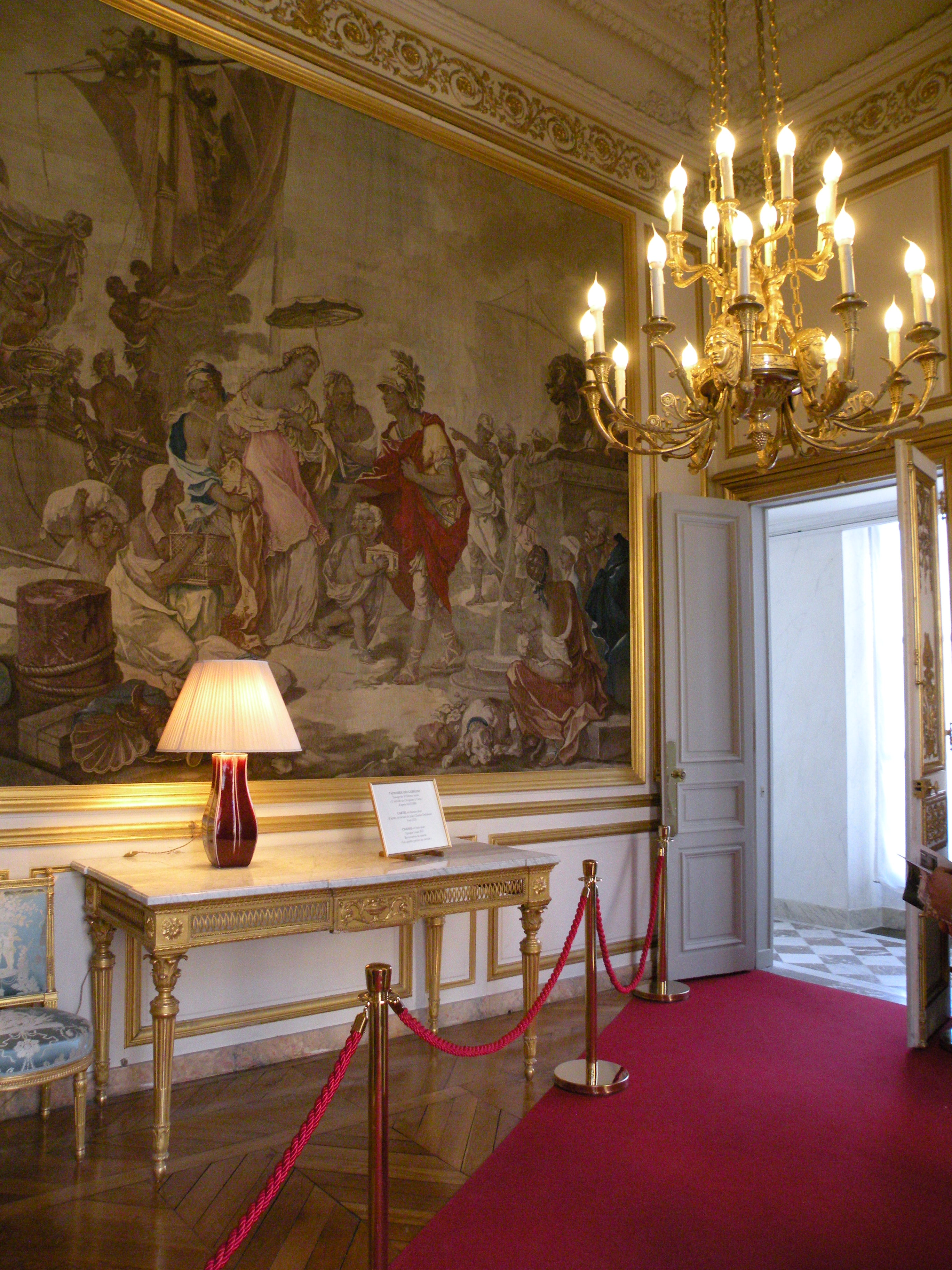
豔后沙龍廳
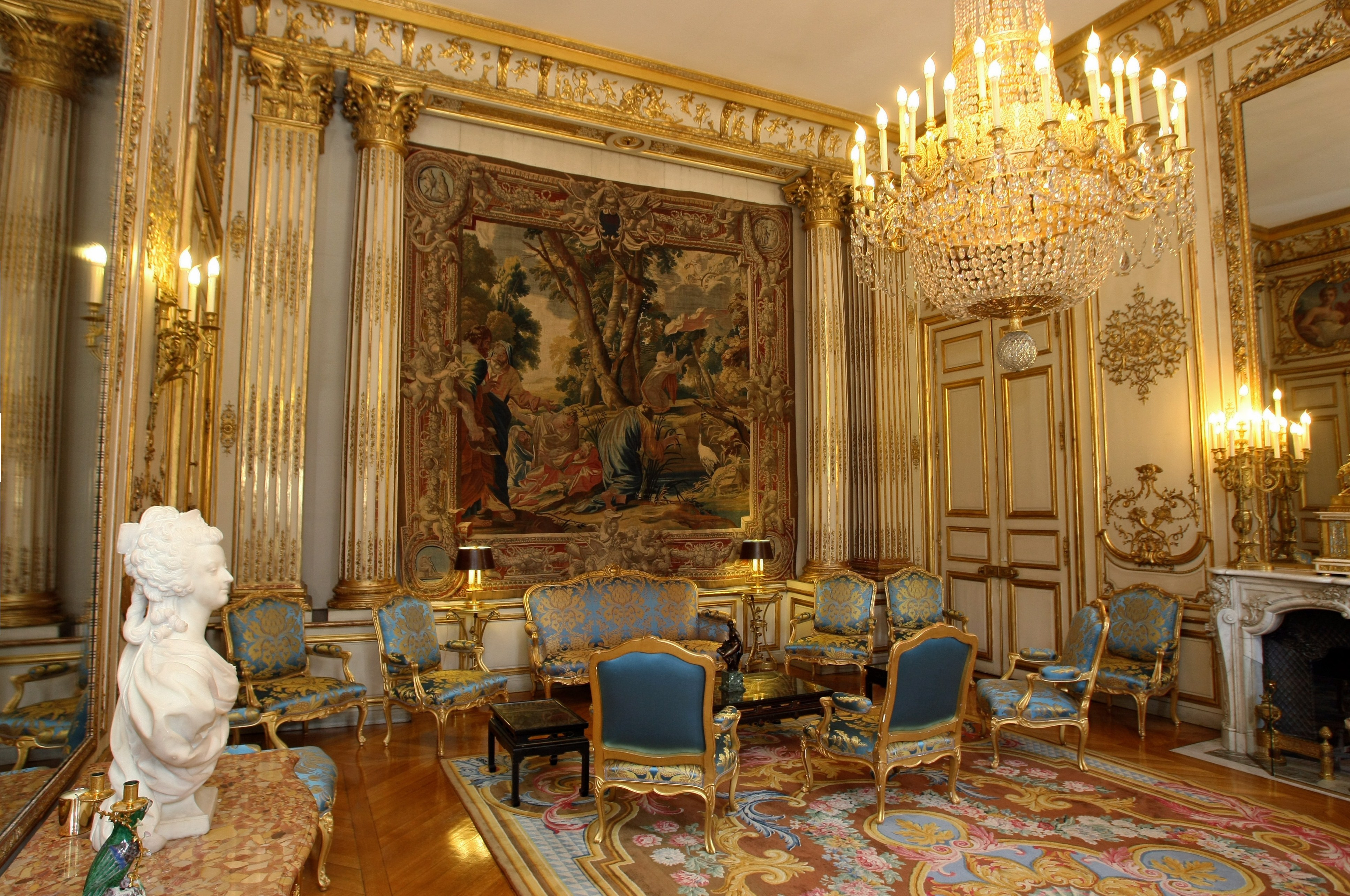
穆拉特沙龍廳
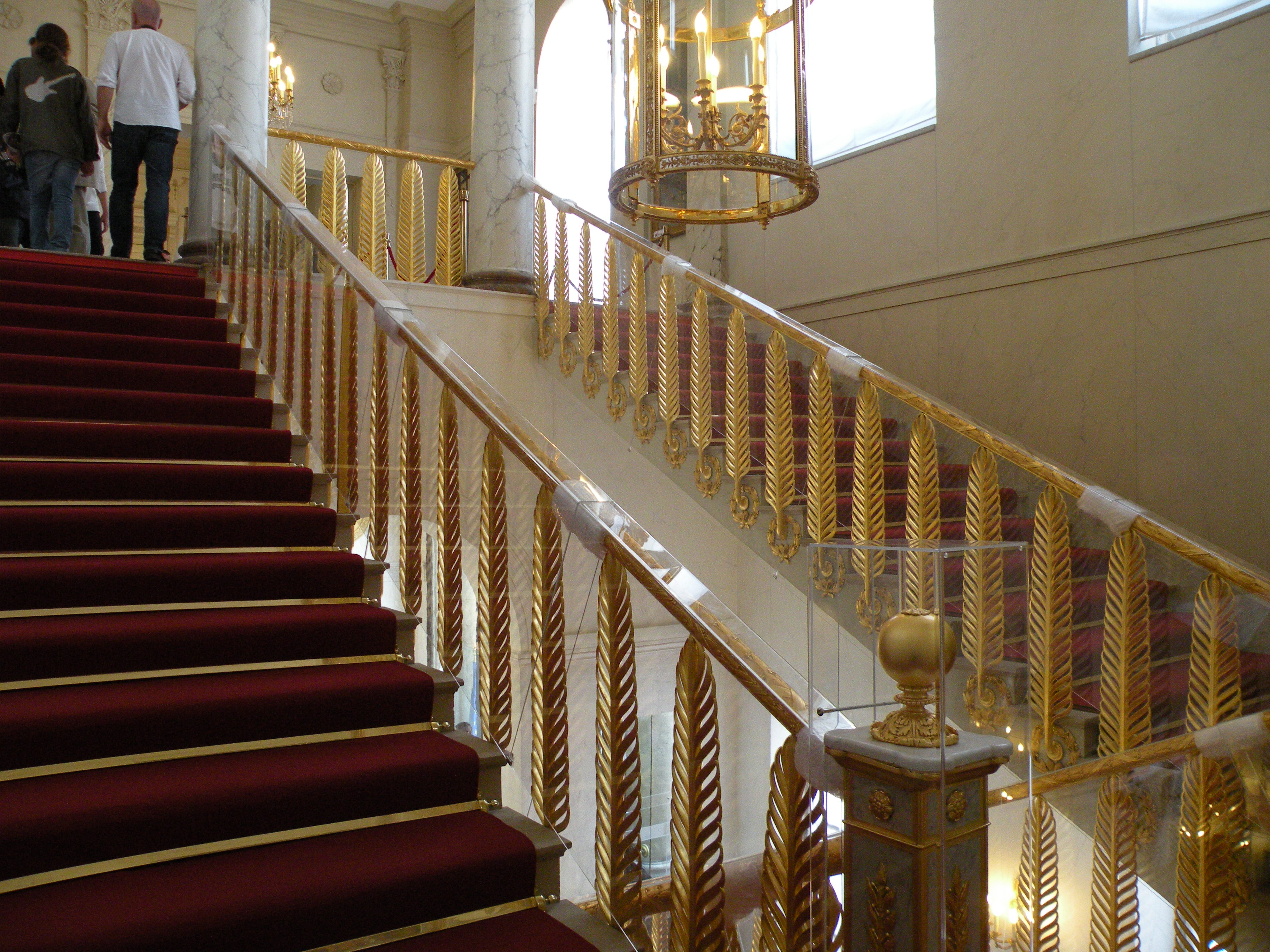
穆拉特樓梯

### 二樓
愛麗舍宮二樓空間多數作為總統的住所及辦公空間使用，其中具代表性之房間為金廳（Salon Doré）得名於牆壁、門、桌子和椅子的金色。除了瓦莱里·吉斯卡尔·德斯坦和艾曼紐·馬克宏外，所有的法國總統都曾將這個房間作為他們的主要辦公室。
綠廳（Salon Vert）以綠色窗簾和椅套命名。該房間經常用於聚會，尼古拉·薩科吉擔任總統期間就是在這裡與他的第二任妻子卡拉·布魯尼結婚。沙龍角（Angle Room）是一間前餐廳，自2007年以來一直是愛麗舍宮秘書長的辦公室。
花廳（Salon de Fougères）因舖有花卉圖案的牆紙而得名。房間裡有一幅由查爾斯-安德烈·范·盧所繪製的路易十五肖像。王后舊房（Ancienne Chambre de la Reine）和王室舊房（Ancienne Chambre du Roi）是法國前國王和王后的臥室。其中王室舊房在過去曾用作秘書長的辦公室。
二樓東翼的另外六個房間，則是總統的私人起居室。

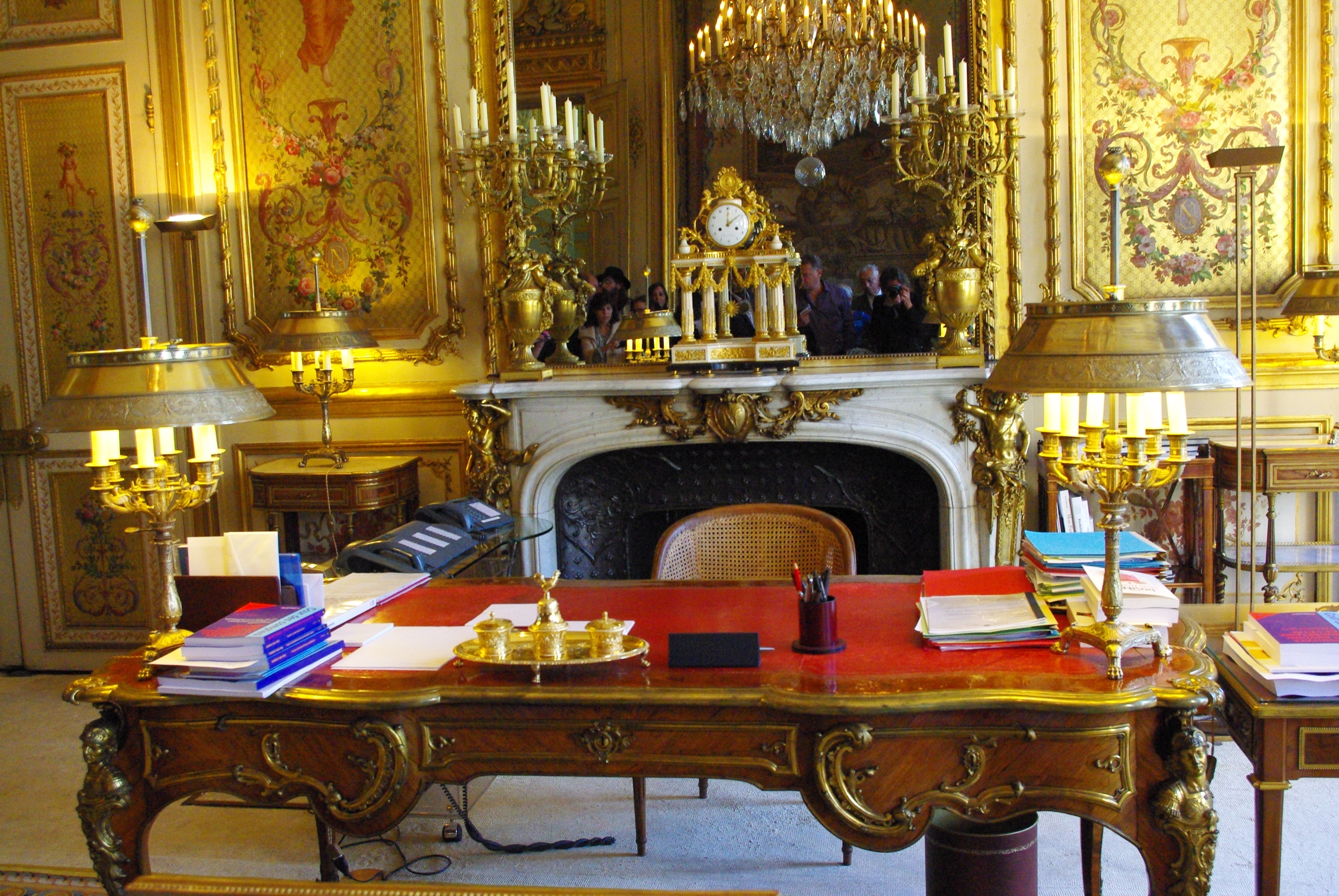
2008年尼古拉·薩科吉擔任總統期間，總統在金廳的辦公桌
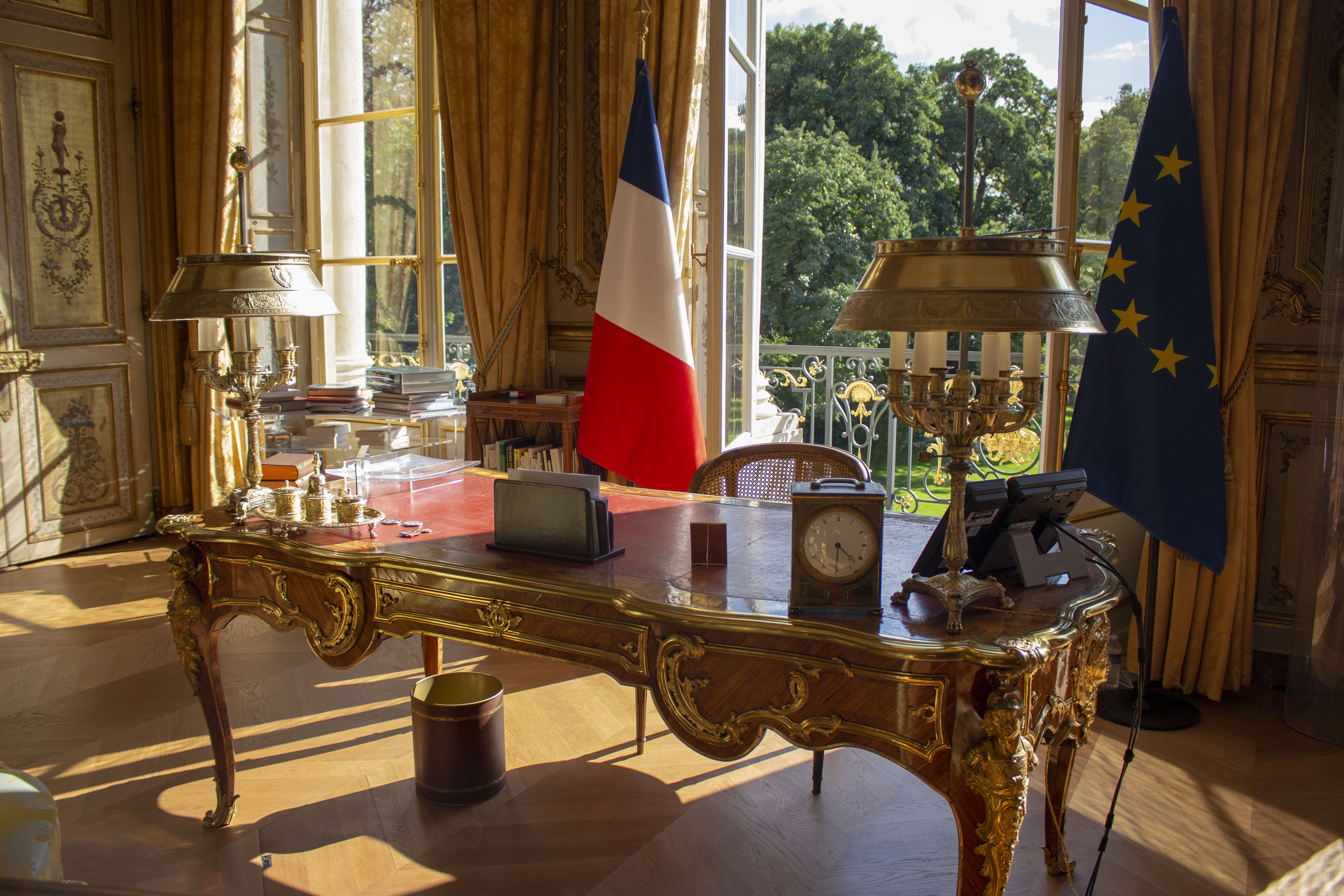
2017年艾曼紐·馬克宏擔任總統期間的辦公桌
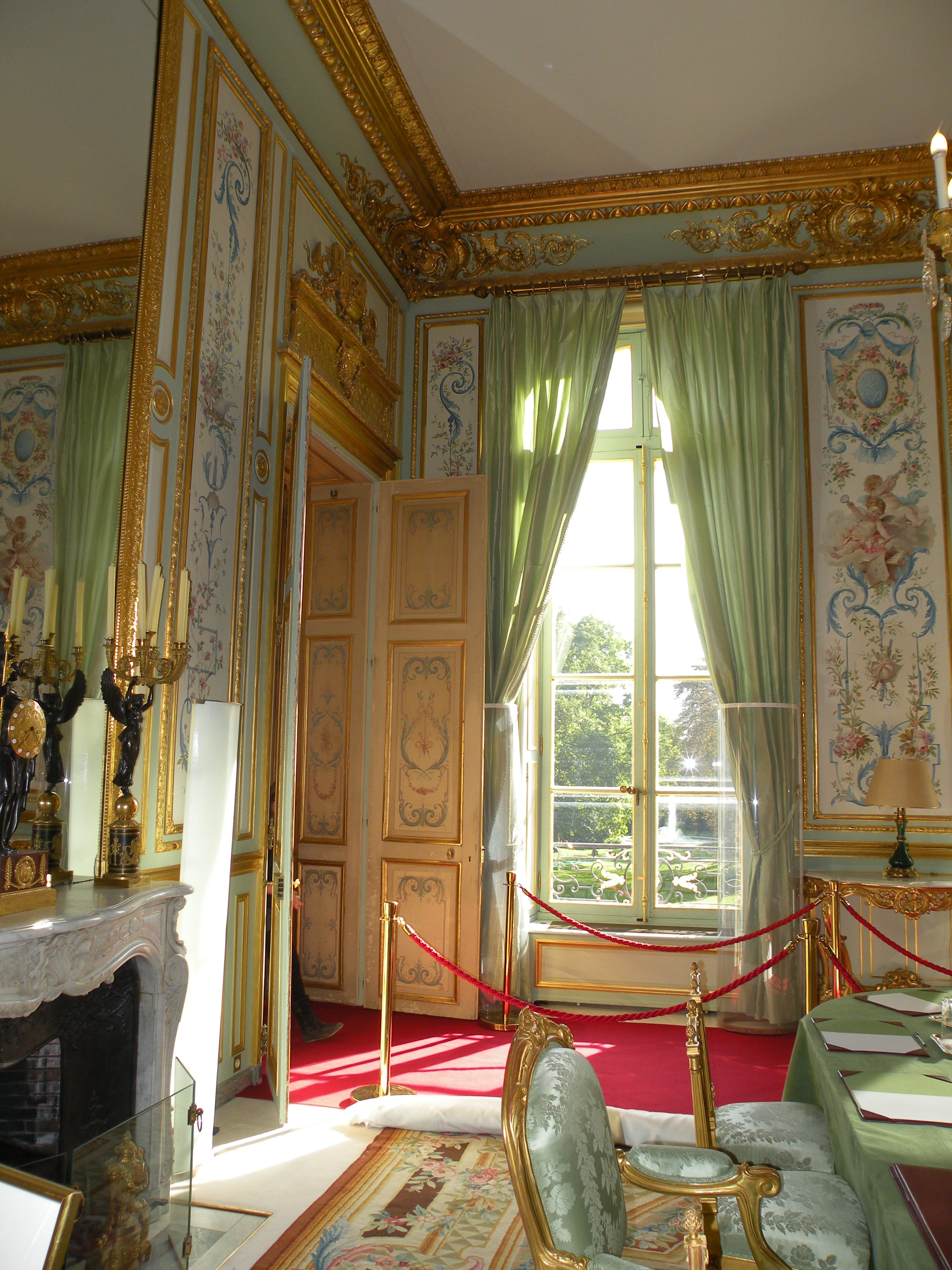
綠廳

## 外部連結
- 官方網站 （页面存档备份，存于）